# Perivaldo
Perivaldo Lúcio Dantas (Itabuna, 12 de julio de 1953-Río de Janeiro, 27 de julio de 2017), conocido simplemente como Perivaldo, fue un futbolista brasileño que jugaba como lateral derecho.

## Trayectoria
Nacido en Itabuna, Bahía, Perivaldo comenzó su carrera con el Itabuna Esporte Clube, equipo amateur local. En 1975, ascendió directamente a la Série A, donde permanecería hasta su retiro, comenzando con el Esporte Clube Bahia.
En la máxima categoría de su país, Perivaldo también representó al Botafogo de Futebol e Regatas, al São Paulo FC, a la Sociedade Esportiva Palmeiras y al Bangu Atlético Clube. Marcó siete goles para el primero en sólo 13 apariciones en la temporada de 1982, lo que ayudó a terminar en la posición 18 entre 44 equipos.
Perivaldo jugó dos partidos internacionales con Brasil. A finales de los años 1980, tras vivir tres años en Corea del Sur, se mudó a Portugal con la esperanza de encontrar un nuevo club, pero malas decisiones y varios infortunios lo llevaron a vivir en la calle, obligado a recurrir a la venta ambulante en Lisboa.
Perivaldo regresó a su país natal el 11 de diciembre de 2013 a los 60 años, con la ayuda del Sindicato Portugués de Futbolistas Profesionales. Fue sometido a un seguimiento de tres semanas por el canal de televisión portugués SIC, lo que, junto con grabaciones posteriores, dio lugar a la realización de un documental.

## Muerte
Perivaldo falleció el 27 de julio de 2017 a la edad de 64 años en Río de Janeiro, víctima de una neumonía.